# Aelius Lampridius
Aelius Lampridius (3. század) római történetíró

## Élete
Az úgynevezett „scriptores historiae Augustuae” (Historia Augusta) íróinak egyike, nem sokkal Flavius Vopiscus előtt élt. Ő készítette el Commodus, Diadumenianus, Elegabal és Alexander Severus életrajzait. Egyes kutatók szerint kitalált, nem létező személy.